# رون هارمز
رون هارمز (بالإنجليزية: Ron Harms)‏ هو مدير فني أمريكي، ولد في 10 سبتمبر 1936 في هيوستن في الولايات المتحدة.